# Atlantic Petroleum

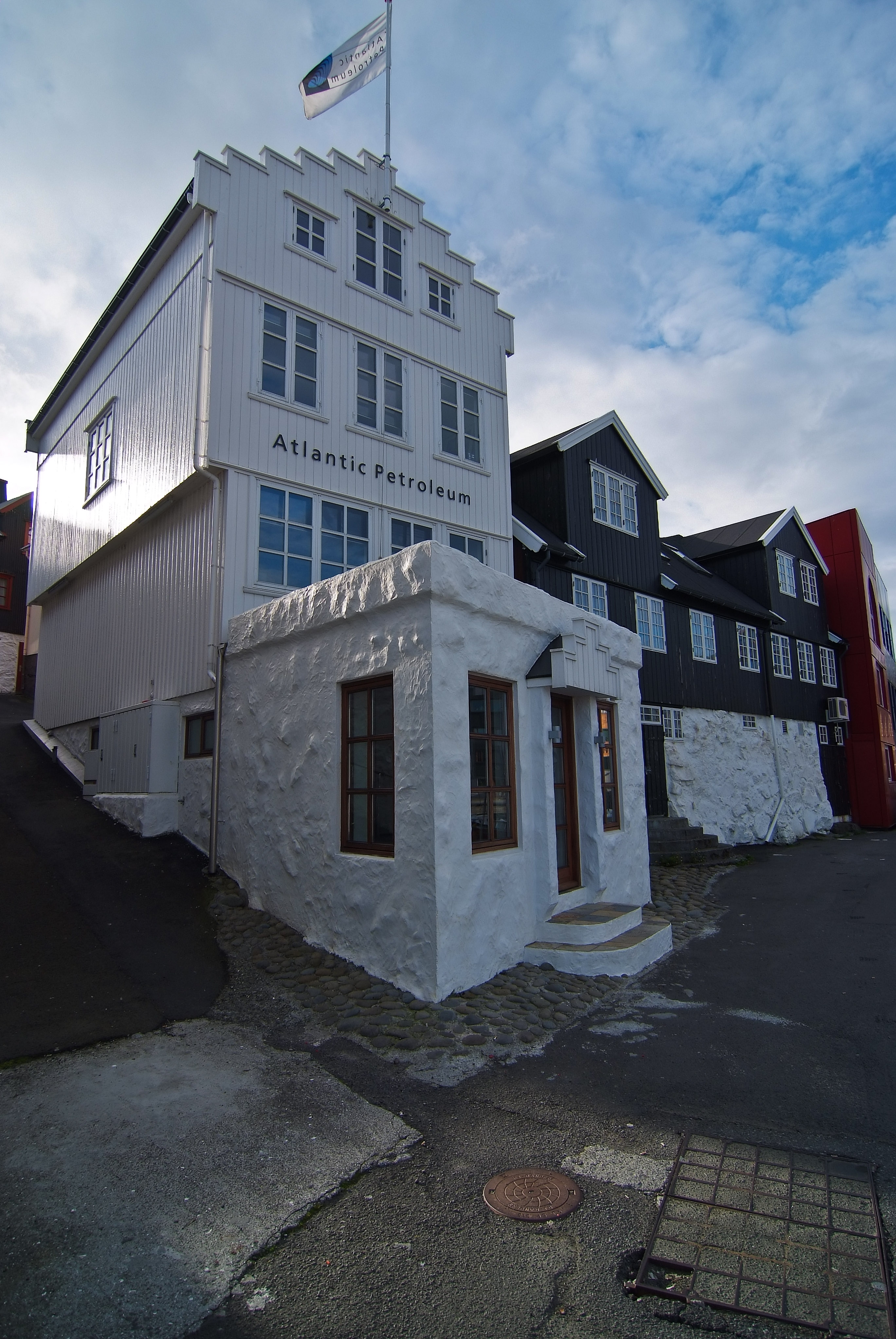
Az Atlantic Petroleum irodája Tórshavnban

Az Atlantic Petroleum P/F egy független feröeri olaj- és gázipari cég, amely feltárással és kitermeléssel foglalkozik. Érdekeltségei az Északi-tenger, a Keleti-Ír-tenger és a Kelta-tenger, valamint a feröeri kontinentális perem területén találhatók. Az Izlandi és a Koppenhágai Tőzsdén jegyzett társaságnak jelenleg mintegy 8450 részvényese van.

## Történelem
A céget 1998-ban alapította 18 feröeri magánbefektető. A cél az volt, hogy az első feröeri licencosztási körben nagy nemzetközi olajcégekkel partnerségben részt vállaljon, és a szükséges kompetenciákat megszerezve független, versenyképes olaj- és gázipari vállalat jöjjön létre. Cserébe helyismeretüket és partneri hálózatukat kínálták a nemzetközi befektetőknek.
Az Atlantic Petroleum részvételével induló konzorcium első licencét 2000-ben kapta meg Feröeren, de hosszú távú céljainak megfelelően már 2001-ben az Egyesült Királyság területén is licenchez jutott. 2005-ben vezették be az Izlandi, 2006-ban pedig a Koppenhágai Tőzsdére. Időközben több további mező kutatási jogát nyerte el vagy vásárolta meg. 2008 szeptemberében a Chestnut mezőn megkezdődött a kitermelés.

## Tevékenységek
A társaság 15 licencben érdekelt, amelyek több mint 30 mezőt tartalmaznak. A társaság jellemzően kisebb mezők feltárását végzik, amelyek iránt a nagy olajcégek általában nem érdeklődnek, így nem áll közvetlen versenyben ezekkel a cégekkel.